# Corri come il vento Kiko/Forza Sugar!
Corri come il vento Kiko/Forza Sugar! è un singolo del gruppo Rocking Horse, pubblicato nel 1983.

## Tracce
1. Corri come il vento Kiko – 2:42 (Loriana Lana, Douglas Meakin e Michael Fraser)
2. Forza Sugar! – 2:48 (Lorenzo Meinardi e Douglas Meakin e Michael Fraser)

## Descrizione
Corri come il vento Kiko è un brano musicale scritto da Loriana Lana su musica e arrangiamento di Douglas Meakin, colonna sonora del film Corri come il vento, Kiko del 1982, pubblicata solo l'anno successivo. Della colonna sonora fanno parte anche la versione strumentale del brano e una versione alternativa, sempre strumentale, con un arrangiamento più lento, realizzata da Renato Coppola.
Forza Sugar! è un brano musicale scritto da Lucio Macchiarella su musica e arrangiamento di Douglas Meakin e Mike Fraser, inciso come sigla dell'anime Forza Sugar.